# Hohenbocka

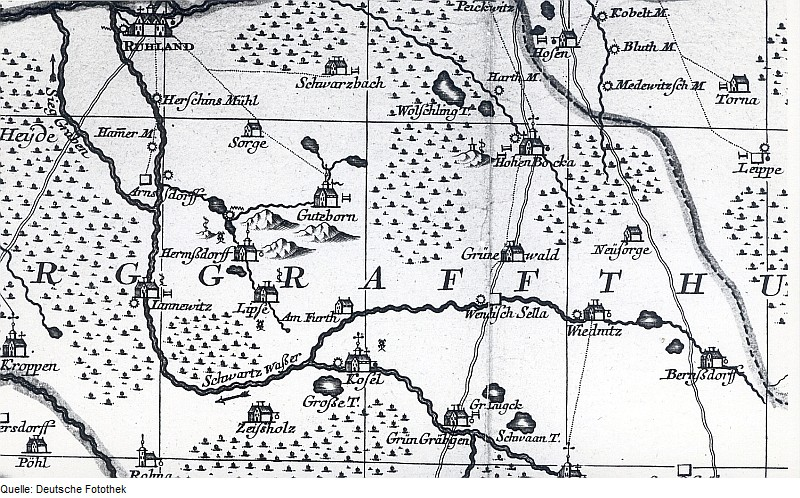
Hohenbocka in einer Karte aus dem Jahr 1757

Hohenbocka (obersorbisch Bukow) ist eine Gemeinde im Landkreis Oberspreewald-Lausitz im Süden des Landes Brandenburg. Die Gemeinde wird durch das Amt Ruhland verwaltet.

## Geografie
Die Gemeinde liegt in der Oberlausitz etwa 10 Kilometer südlich von Senftenberg. Sie ist die flächenmäßig größte Gemeinde im Amt Ruhland. Westlich von Hohenbocka liegt die so genannte Bucksche Schweiz.

## Gemeindegliederung
Zu Hohenbocka gehört der Wohnplatz Vorstadt.

## Geschichte
Im Jahre 1451 wurde Hohenbocka als Bugkow propr Ruhland von den Mönchen des Klosters Dobrilugk erstmals urkundlich erwähnt. Der Name leitet sich von Sorbisch Bukow für „Buchenort“ ab (vgl. buk, „Buche“).
Bis ins Jahr 1823 wurde in der Kirche zu Hohenbocka auch in sorbischer Sprache gepredigt. 1865 hielt der Gödaer Pfarrer Jaroměr Hendrich Imiš noch einmal eine sorbische Missionspredigt.
Als Folge des Wiener Kongresses wurde der vorher sächsische Ort Bestandteil der preußischen Oberlausitz. Hohenbocka gehörte seit 1816 zum Spremberg-Hoyerswerdaer Kreis in der Provinz Brandenburg. 1825 wurde der südliche Teil dieses Kreises als Kreis Hoyerswerda abgespalten und wechselte in die Provinz Schlesien.
Einen großen wirtschaftlichen Aufschwung brachte die Entdeckung sehr reiner Quarzsande in der Hohenbockaer Hochfläche. Diese Sande finden sich im Süden des Lausitzer Braunkohlereviers unterhalb des Zweiten Lausitzer Flözes und haben sich dort vor etwa 16 Millionen Jahren (Unteres Miozän) als Dünen-, Strand- oder Deltasande abgelagert. Seit dem ersten Abbauvertrag aus dem Jahre 1857 wurden die Hohenbockaer Glassande, die besonders arm an Eisen(III)-oxid sind, in den folgenden Jahrzehnten für die Herstellung farbloser und optischer Gläser weltweit bekannt. Ursprünglich wurden nur vollkommen reine Glassande abgebaut, die keinerlei weiterer Aufbereitung bedurften. Bis zum Ende des 19. Jahrhunderts gab es eine zunehmende Konkurrenz zwischen den vielen Sandgruben und Abbauunternehmen, die schließlich 1895 zur Bildung einer Verkaufsvereinigung der im Raum Hohenbocka und Leippe tätigen Betriebe führte. Mitte der 1920er Jahre wurden von den Glassanddgruben jährlich 100.000 t gefördert.
Da der Landkreis westlich der Oder-Neiße-Linie lag, wurde er 1945 Teil der sowjetischen Besatzungszone und in das Land Sachsen eingegliedert. Die 1876 gegründeten Firma Vereinigte Hohenbockaer Glassandgruben H. Weichelt & Co wurden 1948 als Werk 1 mit Sitz in Hosena mit anderen Betrieben im Volkseigenen Betrieb (VEB) Hohenbockaer Glassandwerke zusammengeführt.
Im Jahr 1952 kam Hohenbocka zum neugegründeten Kreis Senftenberg im DDR-Bezirk Cottbus (1990–1993 im Land Brandenburg). Seit der Kreisreform 1993 liegt die Gemeinde im Landkreis Oberspreewald-Lausitz.

## Bevölkerungsentwicklung
| Jahr | Einwohner |
| ---- | --------- |
| 1875 | 0700      |
| 1890 | 0700      |
| 1910 | 1000      |
| 1925 | 1164      |
| 1933 | 1300      |
| 1939 | 1538      |

| Jahr | Einwohner |
| ---- | --------- |
| 1946 | 1697      |
| 1950 | 1630      |
| 1964 | 1465      |
| 1971 | 1435      |
| 1981 | 1269      |
| 1985 | 1181      |

| Jahr | Einwohner |
| ---- | --------- |
| 1990 | 1098      |
| 1995 | 1109      |
| 2000 | 1210      |
| 2005 | 1177      |
| 2010 | 1098      |
| 2015 | 0958      |

| Jahr | Einwohner |
| ---- | --------- |
| 2020 | 990       |
| 2021 | 998       |
| 2022 | 992       |
| 2023 | 977       |
| 2024 | 969       |

Gebietsstand des jeweiligen Jahres, Einwohnerzahl: Stand 31. Dezember (ab 1991), ab 2011 auf Basis des Zensus 2011, ab 2022 auf Basis des Zensus 2022

## Politik

### Gemeindevertretung
Die Gemeindevertretung von Hohenbocka besteht aus zehn Gemeindevertretern und der ehrenamtlichen Bürgermeisterin. Die Kommunalwahl am 9. Juni 2024 führte bei einer Wahlbeteiligung von 74,2 % zu folgendem Ergebnis:
| Partei/Wählergruppe                       | Stimmenanteil | Sitze |
| ----------------------------------------- | ------------- | ----- |
| Unabhängige Wählergemeinschaft Hohenbocka | 100 %         | 10    |

### Bürgermeister
- 1998–2014: Hartmut Liebusch[10]
- 2014–2024: Roland Schmidt (Unabhängige Wählergemeinschaft Hohenbocka)[11]
- seit 2024: Aina Gutschmidt (Unabhängige Wählergemeinschaft Hohenbocka)

Gutschmidt wurde bei der Bürgermeisterwahl am 9. Juni 2024 mit 80,7 % der gültigen Stimmen für eine Amtszeit von fünf Jahren gewählt.

## Sehenswürdigkeiten und Kultur

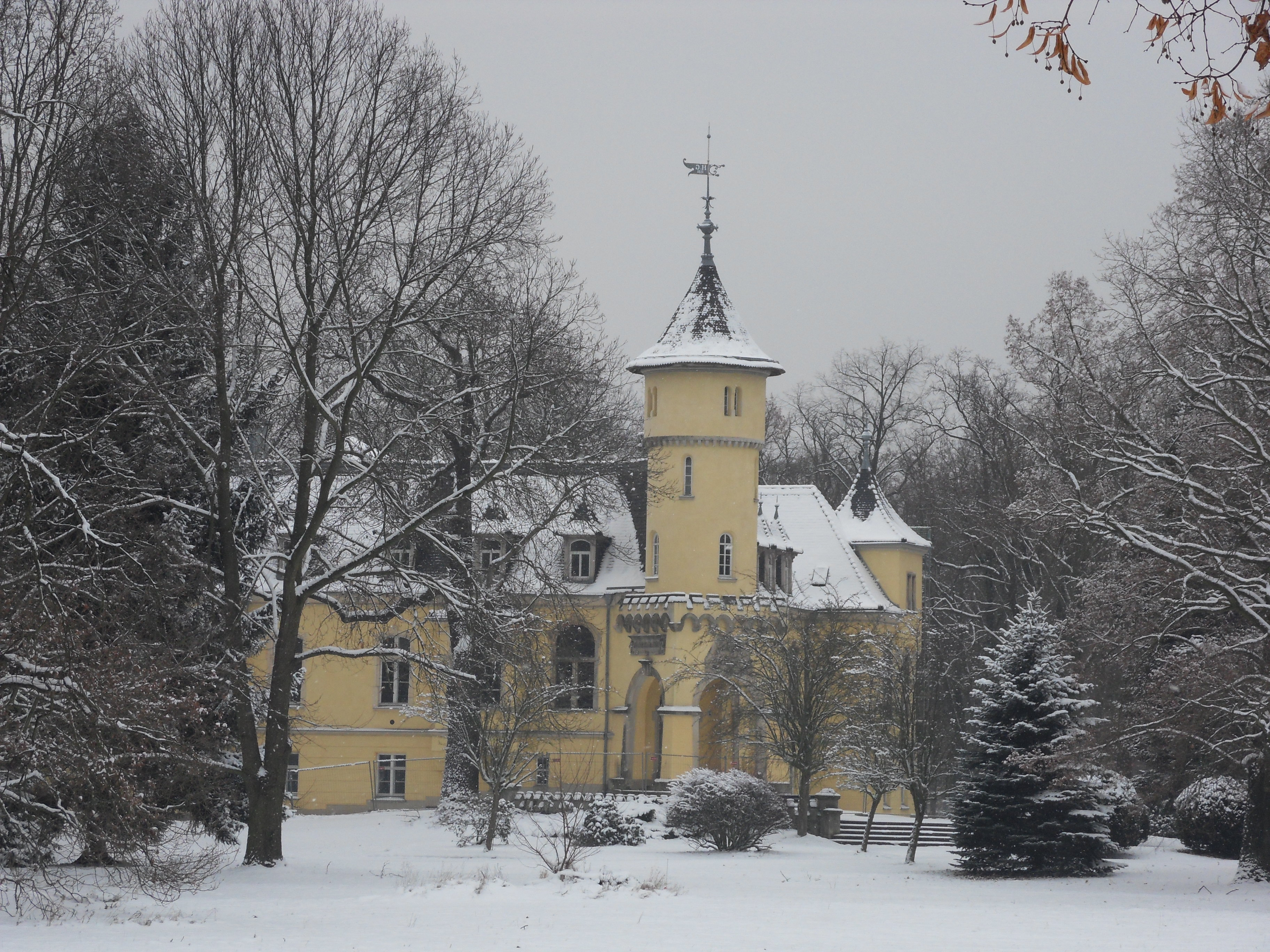
Schloss Hohenbocka

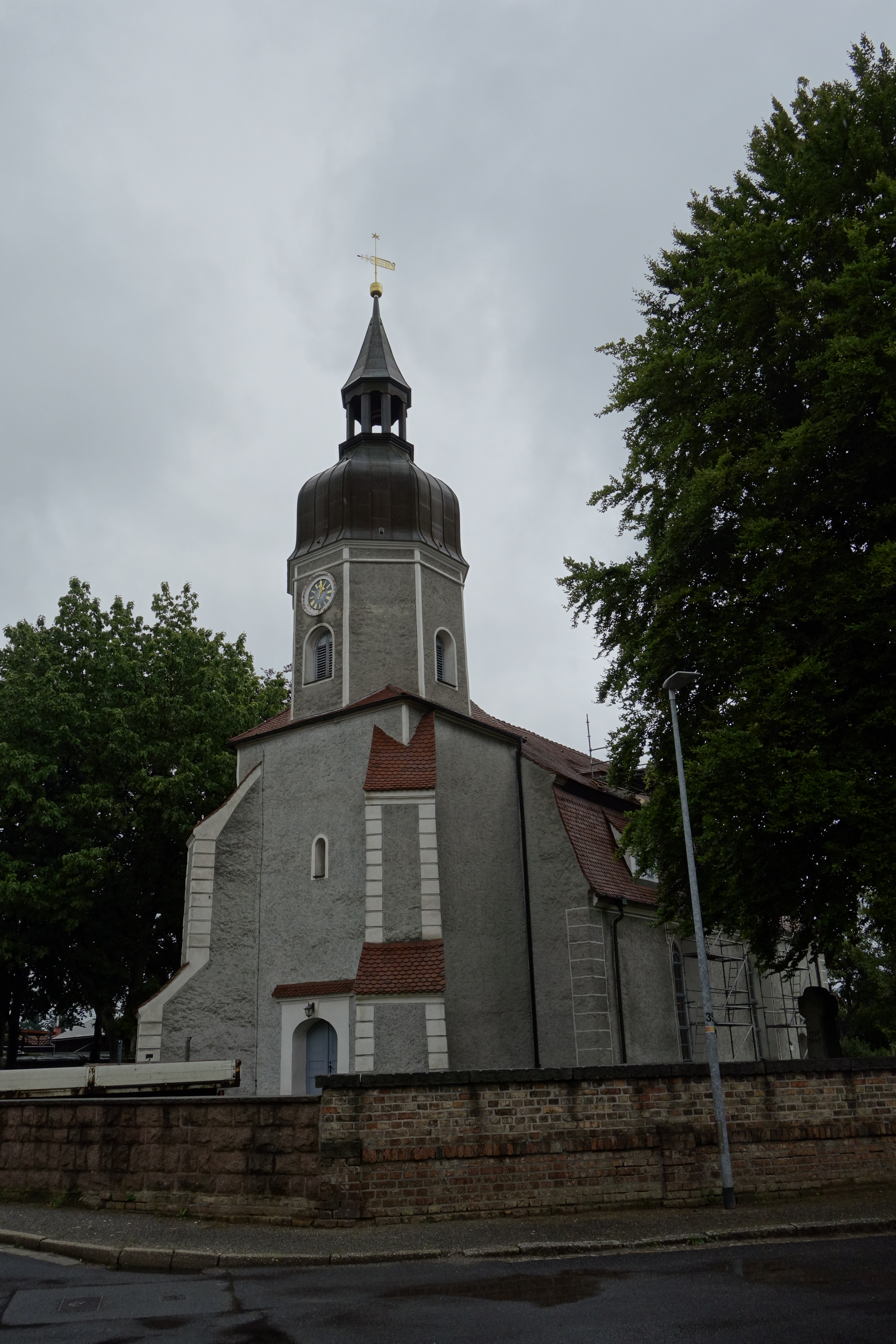
Dorfkirche Hohenbocka

In der Liste der Baudenkmale in Hohenbocka stehen die in der Denkmalliste des Landes Brandenburg eingetragenen Denkmale.

### Bauwerke
Die Dorfkirche Hohenbocka wurde Ende des 14. Jahrhunderts erbaut und verfügt über spätmittelalterliche Fresken.
Das große und das kleine Schloss Hohenbocka (mit großem Park) wurden 1897 bis 1909 erbaut. Das große Schloss weist eine Nutzfläche von 1200 Quadratmetern, das kleine von knapp 500 Quadratmetern auf. Außerdem gibt es ein Gärtnereigebäude und zwei Remisen. Die Gebäude dienten bis 1993 zur Unterbringung von schwerstbehinderten Kindern. Mit dem Ziel, das Schloss als Kinderheim bzw. für die Unterbringung drogenabhängiger Jugendlicher zu nutzen, wurde von 1993 bis 1995 eine Grundsanierung, vor allem des Daches, der Fenster und der Fassade, vorgenommen. Trotz intensiver Bemühungen der Gemeinde, die bis zum Verkauf Besitzer des Schlosses war, gelang es damals nicht, das Objekt wie vorgesehen zu nutzen. Heute (2016) befindet sich im Schloss ein Hotel.
Kirche und Schloss gehören zu den Baudenkmalen in Hohenbocka.
Der über 25 m hohe Aussichtsturm Bucksche Schweiz steht ca. 1,5 km westlich des Ortes im Waldgebiet der Buckschen Schweiz.

### Regelmäßige Veranstaltungen
Zu Amtssängertreffen laden sich die Chöre des Amtes Ruhland jährlich reihum ein. Der Volkschor Hohenbocka war bisher Gastgeber des 2., 7., 11. und 16. Treffens:
- am 26. Mai 2001
- am 1. Juli 2006[14]
- am 29. Mai 2010[15]
- am 30. Mai 2015

In jedem Frühjahr findet der „Frühlingslauf in die Bucksche Schweiz“ statt.

### Vereine
In der Gemeinde gibt es folgende Vereine:
- HKC Hohenbockaer Karnevalsclub[18]
- Volkschor Hohenbocka[19]
- Hohenbockaer Sportverein „Grün-Gelb“ 1923
- Volkssolidarität Süd Brandenburg – Ortsgruppe Hohenbocka
- Akkordienharmonist der Musikschule Fröhlich
- Feuerwehrverein Hohenbocka 2001[20]
- FBG Waldverein „Bucksche Schweiz“ Hohenbocka
- Jagdgenossenschaft „Hubertus“ Hohenbocka
- Reit- und Fahrverein

## Wirtschaft und Infrastruktur

### Ansässige Unternehmen
Derzeit baut das seit Mitte 1993 zur Quarzwerke Gruppe gehörende Quarzsandwerk Hohenbocka unmittelbar nördlich der Buckschen Schweiz mit einem elektrisch betriebenen Saugbagger bis zu einer Tiefe von 25 m im so genannten Gewinnungssee Quarzsand ab. Die stündliche Förderleistung beträgt bis zu 290 t Feststoff pro Stunde. Das Quarzsandwerk wurde im Dezember 2006 bei einem Brand zerstört; mittlerweile ist es wieder errichtet. Ein Rahmenbetriebsplan sieht den Abbau bis 2070 vor.

### Verkehr

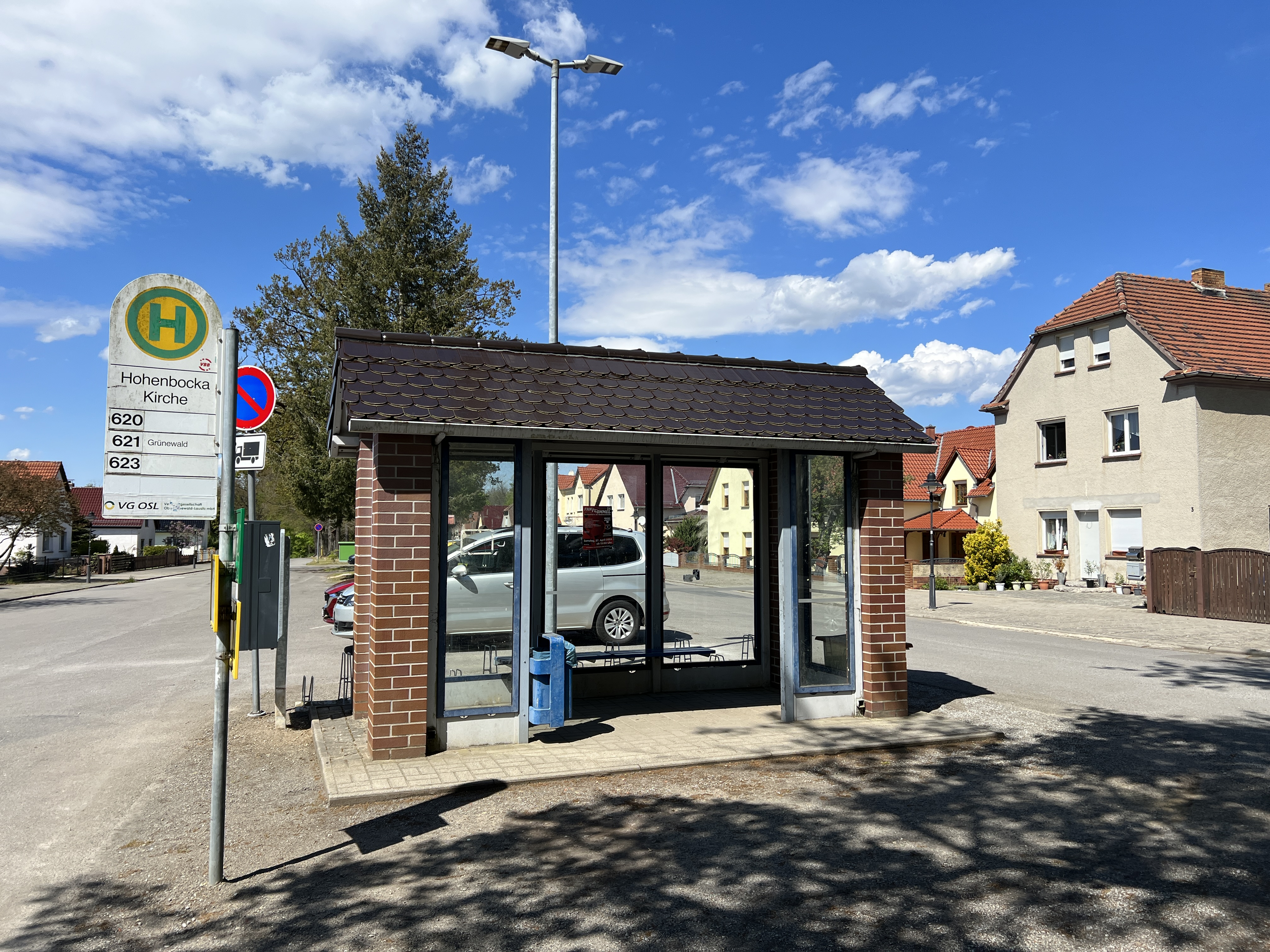
Bushaltestelle Hohenbocka Kirche

Hohenbocka liegt an der Landesstraße L 58 zwischen Hosena und Grünewald. Die nächstgelegene Autobahnanschlussstelle ist Ruhland an der A 13 Berlin–Dresden.
Der nächstgelegene Bahnhof ist Hosena (bis 2000 Hohenbocka) an der Bahnstrecke Węgliniec–Falkenberg/Elster. Er wird von der Regional-Express-Linie RE 15 (Hoyerswerda–Dresden) und der S-Bahn-Linie S 4 (Wurzen–Leipzig–Hoyerswerda) bedient.
Im nahe gelegenen Schwarzheide befindet sich der Verkehrslandeplatz Schwarzheide-Schipkau der Kategorie II.

### Sport
- Hohenbockaer SV Grün-Gelb 1923
- Lauf- und Radsportverein „Niederlausitz“ Hohenbocka

## Persönlichkeiten
- August Dächsel (1818–1901), Theologe, 1852–1858 Pfarrer in Hohenbocka
- Hans von Götz-Hünerbein (1832–1883), Landrat des Kreises Hoyerswerda, Besitzer der Herrschaft Schloss Hohenbocka
- Theobald Dächsel (1855–1940), Theologe, in Hohenbocka geboren
- Sebastian Schuppan (* 1986), Fußballspieler, wuchs in Hohenbocka auf